# Asphalt City
Asphalt City es una película dramática de suspenso estadounidense dirigida por Jean-Stéphane Sauvaire y escrita por Ryan King y Ben Mac Brown, basada en la novela de 2008 Black Flies de Shannon Burke. Está protagonizada por Sean Penn, Tye Sheridan, Katherine Waterston, Michael Pitt, Mike Tyson y Raquel Nave.

## Sinopsis
Ollie Cross, un paramédico de la ciudad de Nueva York, recibe un curso intensivo sobre técnicas para salvar vidas mientras trabaja con Gene Rutkovsky, un médico de urgencias. Descubre así los secretos de esta agotadora profesión.

## Reparto
| Actor               | Personaje      |
| ------------------- | -------------- |
| Tye Sheridan        | Ollie Cross    |
| Sean Penn           | Gene Rutkovsky |
| Gbenga Akinnagbe    | Verdis         |
| Raquel Nave         | Clara          |
| Kali Reis           | Nia            |
| Michael Pitt        | Lafontaine     |
| Katherine Waterston | Nancy          |
| Mike Tyson          | Burroughs      |

## Producción
Asphalt City es una adaptación de la novela Black Flies de 2008 escrita por Shannon Burke. En diciembre de 2018, el guion de Ryan King para la película se incluyó en la Lista negra, una encuesta anual de los guiones del año que más gustaron pero no se produjeron. En febrero de 2019, Jean-Stéphane Sauvaire se incorporó para dirigir, con Mel Gibson y Tye Sheridan en negociaciones finales para protagonizar. En febrero de 2021, Sean Penn reemplazó a Gibson en uno de los papeles principales. Katherine Waterston, Michael Pitt, Mike Tyson y Raquel Nave fueron anunciados para protagonizar los siguientes meses. El rodaje comenzó en mayo de 2022 en la ciudad de Nueva York con el director de fotografía David Ungaro.

## Estreno
Black Flies tuvo su estreno mundial en el 76° Festival de Cine de Cannes el 18 de mayo de 2023, donde compitió por la Palma de Oro.La película originalmente iba a ser estrenada en los Estados Unidos por Open Road Films.
En enero de 2024, Vertical Entertainment y Roadside Attractions adquirió los derechos norteamericanos de la película, que pasó a llamarse Asphalt City, y la estrenó exclusivamente en cines el 29 de marzo.

## Recepción
En el sitio web agregador de reseñas Rotten Tomatoes, el 44% de las reseñas de 36 críticos son positivas, con una calificación promedio de 5,6/10. El consenso del sitio web dice: " Se puede elogiar a Asphalt City por intentar resaltar la naturaleza implacable del trabajo de EMT, pero los implacables resultados finales resultan ser un reloj castigador".  
En Metacritic, que utiliza un promedio ponderado, asignó a la película una puntuación de 47 sobre 100, basada en 15 críticas, lo que indica críticas "mixtas o promedio".